# Ewald Mertens
Ewald Walter Gottfried Mertens (* 24. September 1909 in Tangermünde; † 7. Februar 1965 in Ost-Berlin) war ein deutscher Leichtathlet und Leichtathletiktrainer.

## Leben
Mertens trat während seiner erfolgreichsten Jahre für den KTV Wittenberg an. 1933 belegte er bei den Deutschen Meisterschaften über 800 Meter den dritten Platz hinter Hans König und Alwin Paul. Nach einem vierten Platz 1935 erreichte er 1936 abermals den dritten Platz, diesmal hinter Rudolf Harbig und Wolfgang Dessecker. Harbig, Dessecker und Mertens vertraten Deutschland auch bei den Olympischen Spielen in Berlin über diese Strecke, Harbig schied im Vorlauf aus, Mertens und Dessecker im Zwischenlauf. Im September 1936 gewann die 4-mal-1500-Meter-Staffel des KTV Wittenberg mit Max Syring, Karl-Heinz Becker, Ewald Mertens und Werner Böttcher die Deutsche Meisterschaft. 1937 erreichte er bei den Deutschen Meisterschaften über 800 Meter den zweiten Platz hinter Rudolf Harbig. Die Staffel des KTV Wittenberg verteidigte ihren Meistertitel in der Aufstellung Walter Schönrock, Mertens, Becker und Syring. 
Nach dem Zweiten Weltkrieg war Mertens als Trainer tätig. So betreute er bis 1957 Ursula Donath beim SC Chemie Halle. Ab 1957 war er Bezirkstrainer für den Thüringer Leichtathletik-Verband und danach Cheftrainer beim SC Turbine Erfurt. Er betreute Manfred Matuschewski, der 1962 den ersten Leichtathletik-Europameistertitel eines DDR-Sportlers gewann. Zu der Erfurter Laufgruppe gehörten auch Jürgen May und ab 1961 Siegfried Herrmann. May, Herrmann und Matuschewski liefen am 23. Juli 1963 zusammen mit dem Ost-Berliner Siegfried Valentin einen Weltrekord in der 4-mal-1500-Meter-Staffel. Mit diesen praktizierte Mertens ein von Woldemar Gerschler bereits 1933 propagiertes Intervalltraining, das durch sowjetische Periodisierungselemente angereichert war.